# Liste der Gemeinden in der Stadtregion Krems an der Donau
Die Stadtregion Krems an der Donau ist eine österreichische Agglomeration in Niederösterreich. Die Region besteht aus der Kernzone (Code: SR191) mit der Statutarstadt Krems an der Donau, Mautern an der Donau und Rohrendorf bei Krems sowie der Außenzone (Code: SR192) mit elf weiteren Umlandgemeinden aus dem Bezirk Krems-Land.
In den vierzehn Gemeinden der Stadtregion Krems lebt zirka ein Sechstel der Bevölkerung des niederösterreichischen Zentralraumes (Krems, Tulln, St. Pölten und Lilienfeld).

## Geschichte der Klassifikation

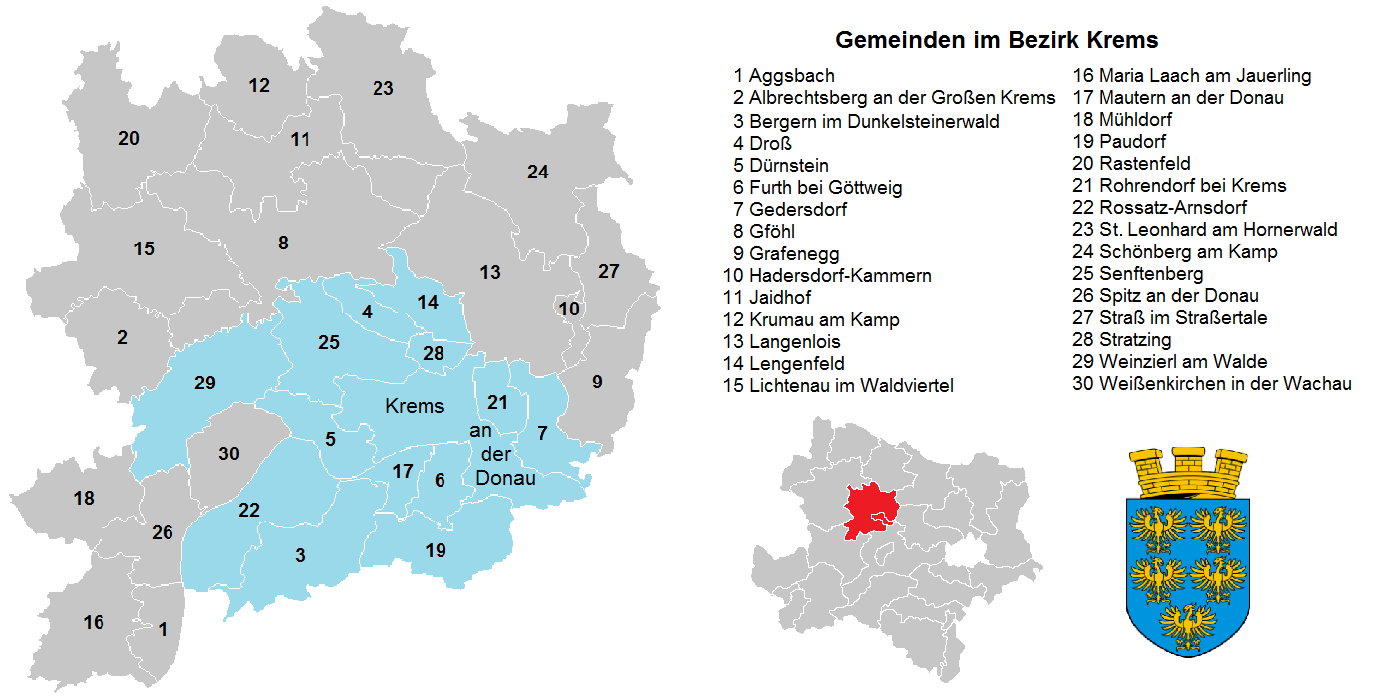
Gemeinden im Bezirk Krems-Land: die Stadtregion Krems an der Donau ist blau eingefärbt.

Die Abgrenzung der Stadtregionen (Urbanen Zentren) wurde von der Statistik Austria für 1971 bis 2001 alle 10 Jahre vorgenommen. Für den Stichtag 31. Oktober 2013 wurde erstmals nach der von der Statistik Austria für statistische Zwecke entwickelten Urban-Rural-Typologie abgegrenzt, welche die Abgrenzung der Stadtregionen integriert. Die gesamte Information dazu ist auf den Internetseiten der Statistik Austria zu finden.

## Liste der Gemeinden laut Abgrenzung von 2001
| Name                           | Einwohner (1. Jänner 2024) | Fläche in km² | EW/km² | Code  |
| ------------------------------ | -------------------------- | ------------- | ------ | ----- |
| Bergern im Dunkelsteinerwald   | 1.310                      | 36,53         | 36     | SR192 |
| Droß                           | 1.023                      | 10,30         | 99     | SR192 |
| Dürnstein                      | 807                        | 16,82         | 48     | SR192 |
| Furth bei Göttweig             | 3.023                      | 12,42         | 243    | SR192 |
| Gedersdorf                     | 2.165                      | 18,83         | 115    | SR192 |
| Krems an der Donau             | 25.363                     | 51,66         | 491    | SR191 |
| Lengenfeld                     | 1.413                      | 15,01         | 94     | SR192 |
| Mautern an der Donau           | 3.413                      | 9,15          | 373    | SR191 |
| Paudorf                        | 2.701                      | 30,11         | 90     | SR192 |
| Rohrendorf bei Krems           | 2.117                      | 9,77          | 217    | SR191 |
| Rossatz-Arnsdorf               | 1.040                      | 39,04         | 27     | SR192 |
| Senftenberg                    | 1.896                      | 34,77         | 55     | SR192 |
| Stratzing                      | 885                        | 5,86          | 151    | SR192 |
| Weinzierl am Walde             | 1.201                      | 44,60         | 27     | SR192 |
| Stadtregion Krems an der Donau | 48.357                     | 334,850277    | 142    | SR19  |